# Jarabe de maíz
El jarabe de maíz es un edulcorante líquido, creado a partir del almidón o fécula de maíz. El proceso para la producción del jarabe de maíz de alta fructosa (JMAF) (en inglés, High Fructose Corn Syrup; abreviado, HFCS) fue descubierto por investigadores japoneses en la década de 1970, y su consumo se ha extendido a todo el mundo. En un principio se extendió particularmente en los Estados Unidos y Canadá, países que han venido limitando su dependencia del azúcar de la caña o sacarosa proveniente de los países tropicales en más de un 35% (1994).
Al incrementarse la producción de fructosa se obtiene un almíbar comparable a las características de la sacarosa en un radio extendido entre la fructosa y la glucosa en su dulzura. Este proceso ha sido el mejor sustituto para aquellas empresas dedicadas a las bebidas ligeras y los comestibles.

## Producción
Primero, el almidón obtenido del maíz es calentado en forma de leche, luego es hidrolizado a dextrina media
y, finalmente, el jarabe de fructosa en concentración de 42% es separado, para luego ser mezclado con un jarabe de fructosa al 80-90% de concentración para obtener un jarabe de fructosa al 55% de concentración.

## Jarabe de maíz frente a otros azúcares
La sacarosa es un disacárido formado por la unión de glucosa y fructosa, y el jarabe de maíz (HFCS) puede tener contenidos de fructosa mayores o superiores a la sacarosa con diferencias en su dulzura. Visto comparativamente, en el jarabe de maíz la fructosa sobre la glucosa, obteniendo una ventaja sobre la sacarosa que en el sistema digestivo es descompuesta en fructosa y glucosa en partes iguales a través de un proceso de hidrólisis por enzimas sacarosas. Dada la asociación de la glucosa con la (diabetes,) los bajos niveles de glucosa serían recomendables.
La miel es otro producto que es una mezcla de diferentes tipos de azúcares, agua y pequeñas cantidades de otros componentes. La miel típica contiene fructosa y glucosa similar al jarabe de maíz, más otros azúcares como la sacarosa y otros.
De acuerdo a algunos datos del uso del jarabe de maíz en las industrias de las bebidas en los Estados Unidos, su sabor es el característico del azúcar proveniente de la caña de azúcar, aunque dicho sabor es suavizado previamente.

## Jarabe de maíz y salud
El jarabe de maíz es citado por muchos nutricionistas como causa de la obesidad y está relacionado con muchos problemas de diabetes tipo 2. Esta preocupación es especialmente evidente en los Estados Unidos en donde el promedio de consumo de jarabe de maíz fue de 28,4 kg por persona en el 2001, la mayor parte proveniente del consumo de bebidas.
Algunos nutricionistas y defensores de las comidas naturales creen que el consumo de jarabe de maíz debería ser evitado por sus efectos secundarios, aunque hay discrepancia acerca de si estos existen.
Una investigación realizada en ratones sugiere que el consumo de Jarabe de maíz promueve el crecimiento de tumores intestinales incluso en ausencia de obesidad, aunque dicho efecto no se ha demostrado en humanos.

### Fructosa versus glucosa
Se cree[¿quién?] que la fructosa produce niveles relativamente bajos de la hormona leptina e insulina en comparación a la que produce la glucosa, y por tanto resulta contraproducente decir que esta última sirve para controlar la sensación de saciedad en oposición a la fructosa. Otro aspecto es que al preferirse la fructosa sobre la sacarosa, el nivel de la hormona ghrelina, la hormona encargada de controlar el apetito, se mantiene en niveles superiores en una relación 1:2. Esta deficiencia, por una parte y la superproducción, por otra, se cree es la causa de la obesidad, aunque los estudios se han concentrado en el metabolismo de las personas obesas sin determinarse aún en las personas con un peso normal. Adicionalmente, el nivel de los triglicéridos en la sangre muestra una rápida y prolongada elevación después de consumir fructosa en oposición a la glucosa, lo que incrementa los riesgos de muerte por infarto en especial para las mujeres. JCEM 2/24/2004.
Los defensores del jarabe de maíz, por su parte, niegan los efectos que se le han asociado y sostiene que el azúcar así obtenido comparte igual popularidad entre otras tantas formas que se han creado para obtener azúcares a partir de los años setenta, y que en principio las características del producto son muy similares a las formas tradicionales de obtener azúcares, y por tanto no deberían suceder cambios en el metabolismo interno de las personas.
Consumir niveles altos de jarabe de maíz de alta fructosa -un edulcorante que se utiliza en muchas bebidas y alimentos- podría aumentar el riesgo de desarrollar hipertensión. Esa es la conclusión de un estudio presentado en la conferencia anual de la Sociedad Estadounidense de Nefrología que se realiza en San Diego, California.
En el nuevo estudio los científicos analizaron a 4.528 adultos mayores de 19 años sin historiales previos de hipertensión[cita requerida].
Los participantes llenaron cuestionarios sobre su consumo de JMAF en alimentos como jugos de fruta, bebidas gaseosas, productos de panadería y dulces.
Los científicos[¿quién?] encontraron que la gente que consumía o bebía más de 74 gramos al día de JMAF (el equivalente a 2,5 bebidas azucaradas al día) mostraron un mayor riesgo de hipertensión.